# Levantplein

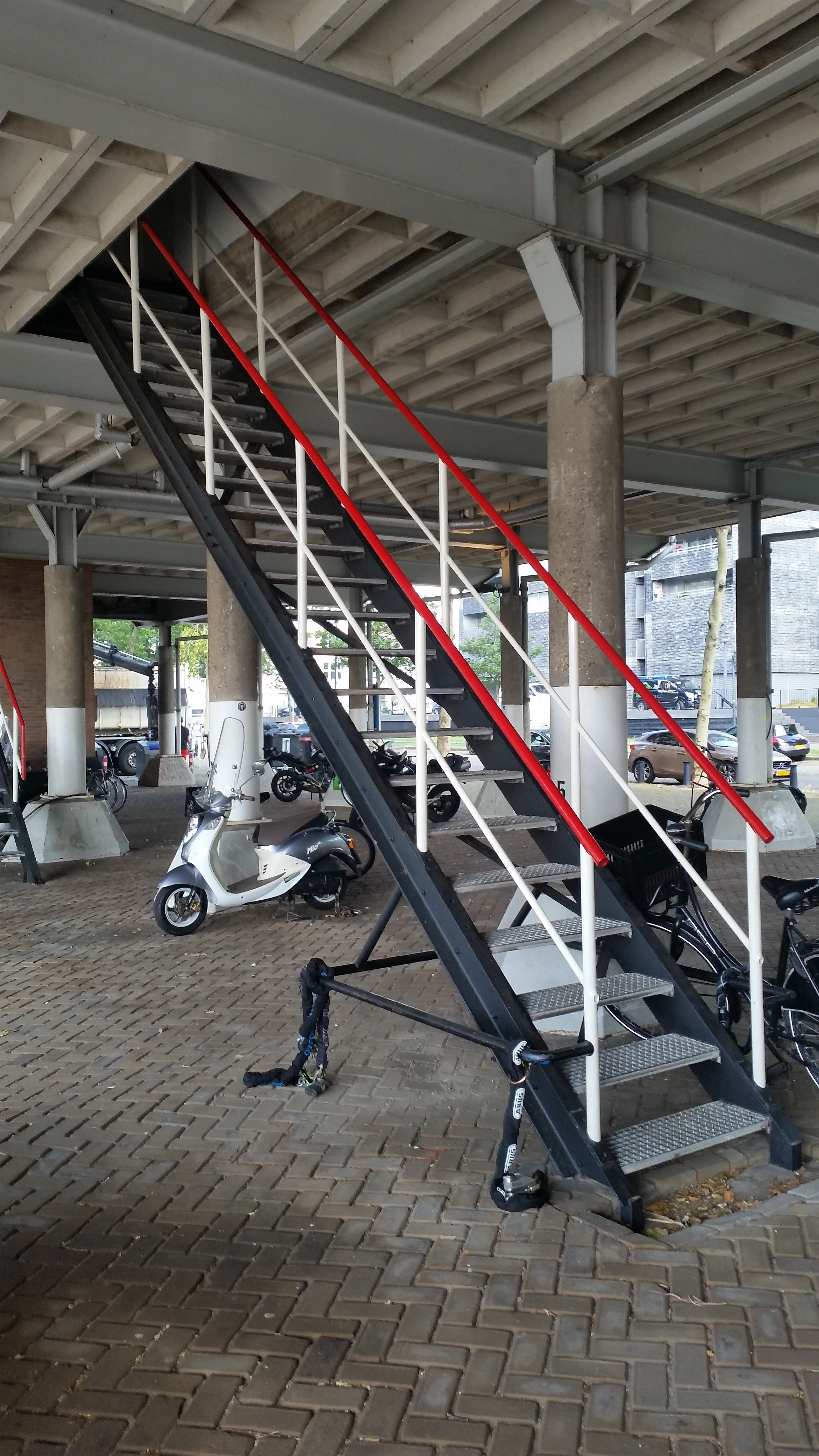
Scheepstrap voor toegang woonateliers Levantplein 1-15 (juli 2019)

Het Levantplein is een plein in Amsterdam-Oost.

## Geschiedenis en ligging
De plein kreeg haar naam bij de herinrichting van dit voormalig havengebied naar een woonwijk. Ze werd net als de Levantkade, waarin zij ligt, vernoemd naar de Levantkade en indirect dus naar de Levant. In de plannen van architect Jo Coenen, die hier optrad als stedenbouwkundige bleef er een ruimte over tussen een gebouw dat bleef staan (het overgrote deel van de bebouwing werd gesloopt) en de kade langs de Ertshaven, de Levantkade. Het plein ligt ingeklemd tussen genoemd gebouw (noorden) en de Ertshaven (zuiden) en de nieuwbouw van het Albertcomplex (oosten) en Woongebouw Piraeus (westen). Er werd een eenvoudig speelveldje van gemaakt, waarbij het verkeer aan beide kanten werd afgebogen naar de KNSM-laan.

## Gebouwen
De twee nieuwbouwcomplexen dateren uit 1993 (Albertcomplex) en 1994 (Piraeus). Zij bevatten de even huisnummers aan het Levantplein.

### Kantinegebouw
Aan de noordzijde van het plein bevindt zich het voormalige kantine- en ontspanningsgebouw van de KNSM (Levantplein 1-15). Het is tussen 1958 en 1962 gebouwd naar een ontwerp van de vrijwel onbekende architect Piet Verschuyl. Het gebouw is geconstrueerd op betonnen kolommen, waardoor het lijkt alsof het zweeft. Men spreekt ook wel van een gelift gebouw, immers een begane grond is er niet. Vanwege deze "lift" is er een doorkijk onder het gebouw door, vanaf het Levantplein naar de KNSM-laan. Vanaf het kantinegebouw heeft men uitzicht op het plein, de Ertshaven en Sporenburg.
Nadat de KNSM zich in 1979 had teruggetrokken van het eiland, nam een zestal kunstenaars het kantinegebouw al vrij snel (1982) in gebruik. De kunstenaars, verzameld in Stichting Edelweis, kochten het gebouw voor het symbolische bedrag van een gulden van het Gemeentelijk Grondbedrijf met als verplichtingen dat het gebouw niet binnen tien jaar verkocht mocht worden (speculatiebeding) en dat het gerenoveerd en opgeknapt zou worden. De renovatie, geheel voor rekening van de kunstenaars, zou in drie fasen worden uitgevoerd. Toch dreigde er een kink in de kabel te komen, toen bij de renovatieplannen van CASA Architecten bleek dat het gebouw met één enkele toegang te onveilig was voor permanente bewoning. Als oplossing kregen zeven van de acht atelierwoningen een nieuwe toegang/vluchtweg in de vorm van een metalen scheepstrap, waarvan men een partij op de kop had weten te tikken. Het oorspronkelijke bakstenen trappenhuis, aan de oostzijde van het gebouw, bevat eveneens een woning. De renovatie van het gebouw, inclusief asbestverwijdering, was in 1991 voltooid.
Na afloop van het speculatiebeding werden diverse atelierwoningen begin 21e eeuw te koop aangeboden als "lofts", waarvan er enkele voor meer dan een miljoen euro verkocht werden. In 2014 werd het gebouw een gemeentelijk monument.

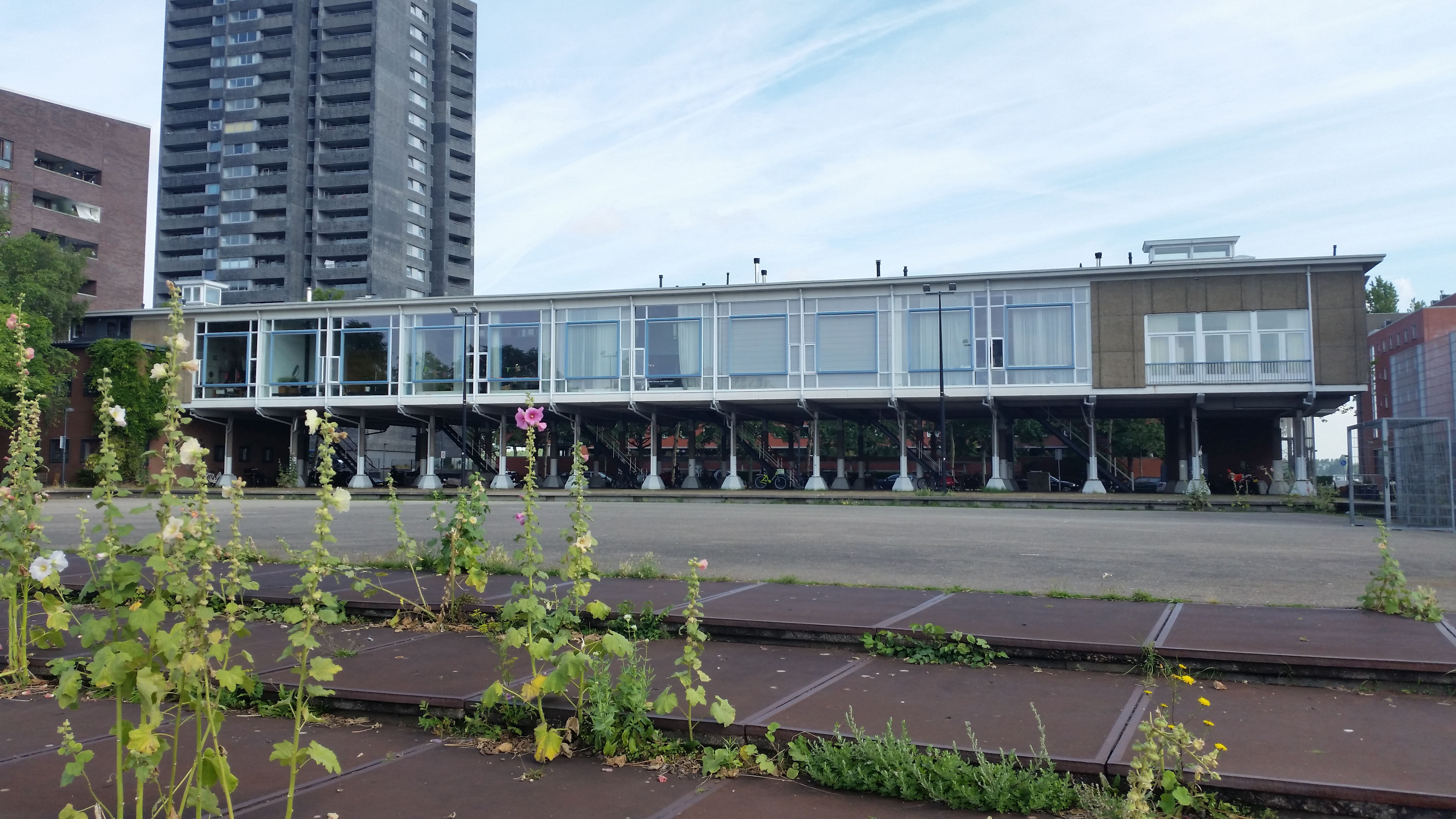
Levantplein 1-15 gezien vanaf het plein; links Skydome (juli 2019)